# Kappad

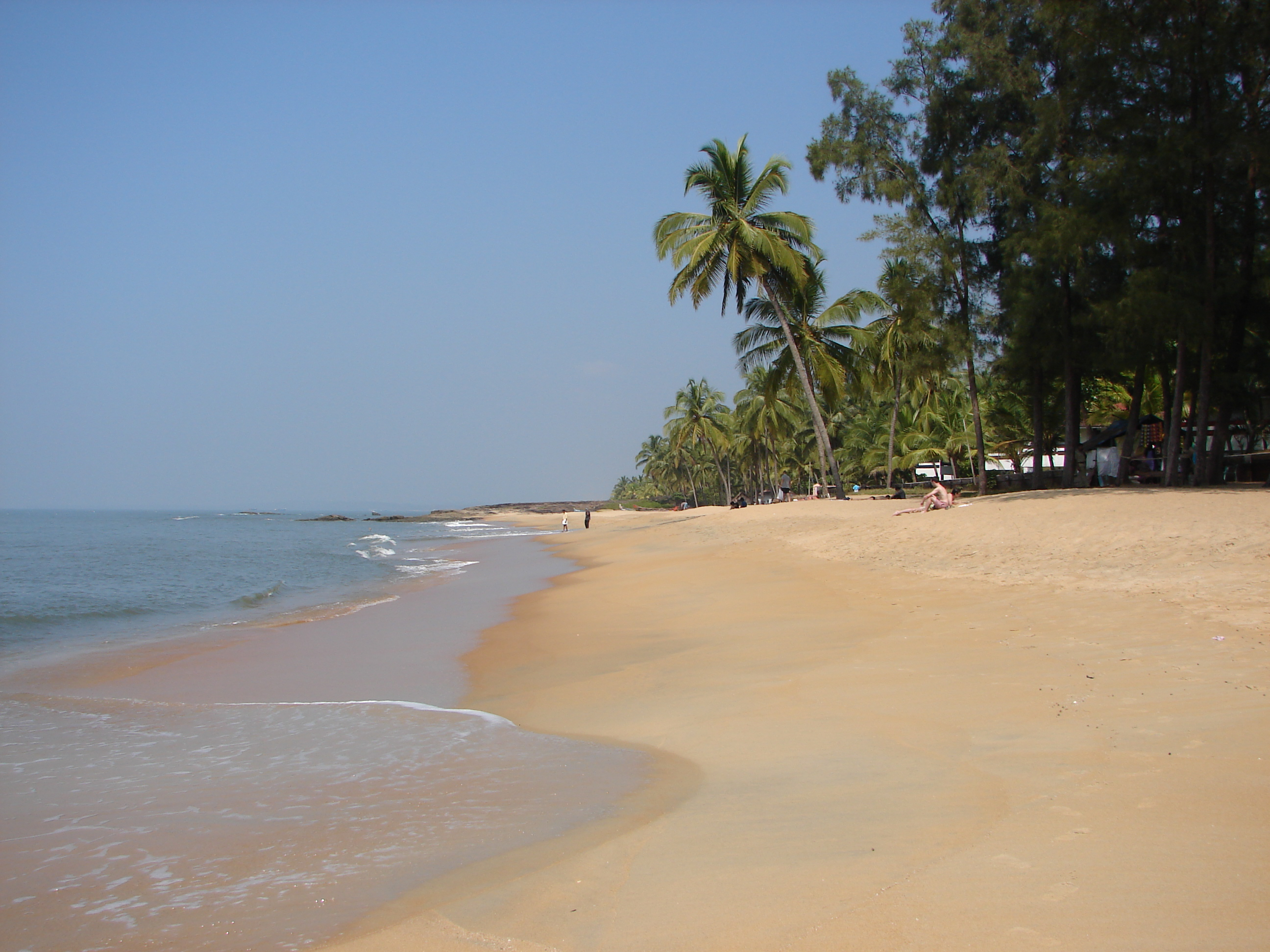
A praia de Kappad, em 2008.

Kappad, ou Kappakadavu, é uma conhecida praia próxima de Calicute, em Kerala, na Índia, onde o navegador português Vasco da Gama desembarcou com sua expedição, em 27 de maio de 1498.
Um pequeno monumento em pedra comemora o desembarque lá com a inscrição "Vasco da Gama desembarcou aqui, Kappakadavu, no ano 1498." Sua expedição deu aos europeus uma rota marítima para alcançar a riqueza da costa malabar, e resultou na construção da dominação europeia da Índia por cerca de 450 anos. Nessa altura, a costa do Malabar era governada pelo Zamorins (Samoothiris) que deram uma calorosa recepção ao Vasco da Gama. Malabar foi uma abundante fonte de especiarias, e produziu muitos produtos têxteis. Atualmente é um dos mais importantes lugares turísticos em Kerala, com uma ampla e bela praia.